# (2161) Grissom
(2161) Grissom est un astéroïde de la ceinture principale. Il a été ainsi baptisé en hommage à Virgil Grissom (1926-1967), astronaute américain mort au cours d'un entraînement au sol dans le cadre du programme Apollo.
Une formation géologique sur Mars porte également son nom.